# Elektrownia jądrowa Ōma
Elektrownia jądrowa Ōma (jap. 大間原子力発電所 Ōma genshiryoku hatsudensho) – japońska budowana elektrownia jądrowa, której uruchomienie planowane jest obecnie na drugą połowę lat 2020. Budowana koło miasta Ōma, w prefekturze Aomori. Właścicielem i operatorem jest Electric Power Development Company.
Będzie to pierwsza nieeksperymentalna elektrownia z reaktorem w całości załadowanym paliwem MOX.
Z uwagi na zmianę wymogów sejsmicznych dla elektrowni jądrowych, jaka zaszła w japońskim prawodawstwie w 2008 roku, Japońska Komisja Energii Atomowej ogłosiła 2,5-roczne opóźnienie projektu. Reaktor ABWR o mocy 1383 MW miał rozpocząć pracę w 2014 roku, jednak po katastrofie w Fukushimie w 2011 roku projekt został wstrzymany i poddany ponownej ocenie pod kątem bezpieczeństwa sejsmicznego i wykorzystania paliwa MOX.

## Stan realizacji (2025)
Na początku 2025 roku reaktor Ōma-1 pozostaje w budowie. Według operatora (J-Power), ukończono ponad 40% prac konstrukcyjnych. Trwają testy systemów bezpieczeństwa i przygotowania do instalacji rdzenia reaktora. Elektrownia ma być pierwszym na świecie komercyjnym obiektem w całości zasilanym paliwem MOX (Mixed Oxide Fuel), co czyni ją kluczowym elementem japońskiej strategii zamkniętego cyklu paliwowego.

## Reaktory[1]
| Nazwa bloku | Typ reaktora | Producent | Rozpoczęcie budowy | Stan krytyczny   | Włącz. do sieci  | Moc elektr. netto (MW) | Moc elektr. brutto (MW) | Moc termiczna (MW) | L. zestaw. paliw. | Koszt całk. bloku |
| ----------- | ------------ | --------- | ------------------ | ---------------- | ---------------- | ---------------------- | ----------------------- | ------------------ | ----------------- | ----------------- |
| Ōma-1       | ABWR (MOX)   | Hitachi   | 1 maja 2008        | planowany (2030) | planowane (2031) | 1383                   | ok. 1400                | 4114               | ok. 872           | ok. 1,2 bln jenów |